# Prvenstvo Hrvatske u šahu 2012.
Prvenstvo Hrvatske u šahu za 2012. godinu odigrano je u Plitvicama, 21.-30. siječnja 2013. godine.
Konačni poredak:
```
  1.-2. 
Hrvoje Stević
      GM 2618   6,5
        
Ivan Šarić
         GM 2614   6,5
  3.-5. 
Ante Brkić
         GM 2581   6
        
Ante Šarić
         GM 2540   6
        
Davorin Kuljašević
 GM 2557   6
  6.-7. 
Zoran Jovanović
    GM 2508   5,5
        
Ognjen Jovanić
     GM 2547   5,5
 8.-10. 
Alojzije Janković
  GM 2538   5
        
Saša Martinović
    GM 2538   5
        
Mladen Palac
       GM 2579   5
11.-12. 
Zdenko Kožul
       GM 2637   4,5
        
Robert Zelčić
      GM 2543   4,5
```